# Heikki Kähkönen
Heikki Kähkönen (Rääkkylä, Finlandia, 26 de diciembre de 1891-Imatra, 30 de junio de 1962) fue un deportista finlandés especialista en lucha grecorromana donde llegó a ser subcampeón olímpico en Amberes 1920.

## Carrera deportiva
En los Juegos Olímpicos de 1920 celebrados en Amberes ganó la medalla de plata en lucha grecorromana estilo peso pluma, tras su paisano el también finlandés Oskari Friman (oro) y por delante del sueco Fritiof Svensson (bronce).